# Nereis edwardsii
Nereis edwardsii är en ringmaskart som beskrevs av Delle Chiaje 1828. Nereis edwardsii ingår i släktet Nereis och familjen Nereididae. Inga underarter finns listade i Catalogue of Life.